# Gillmeria miantodactylus
Espèce
Synonymes
- Gillmeria miantodactyla Zeller, 1841[2]
- Pterophorus miantodactylus Zeller, 1841[1]

Gillmeria miantodactylus est une espèce de lépidoptères (papillons) de la famille des Pterophoridae.

## Description
La partie basale des antennes est peu épaissie, couverte d'écailles jaune ocre. Le flagelle est blanc jaunâtre, avec des taches brun noir sur la face supérieure. Les pattes sont blanc jaunâtre. Le thorax est jaune ocre clair et jaune-brun, en particulier le scutellum. L'abdomen est blanchâtre sur les côtés, légèrement bruni sur le dessus, avec un petit buisson anal jaune ocre.

## Répartition
On a recensé Gillmeria miantodactylus en France (Pyrénées-Orientales), en Autriche, en Hongrie, en Roumanie, en Bulgarie, en Macédoine du Nord, en Ukraine, en Russie et en Anatolie.

## Écologie
La chenille se nourrit en creusant un orifice à la base de la plante. Il a besoin de plusieurs orifices pour son développement.
Elle se nourrit d’Achillea chamaemelifolia et de Scabiosa ochroleuca.